# Villa de Leyva
Villa de Leyva, imenovana tudi Villa de Leiva, je turistično kolonialno mesto in občina v provinci Ricaurte, ki je del departmaja Boyacá v Kolumbiji. Mesto je 37 kilometrov zahodno od glavnega mesta departmaja, Tunja. Od Bogote je, zaradi delno slabe ceste, približno tri ure in pol vožnje z avtomobilom ali avtobusom.
Mesto, ki je stran od glavnih trgovskih poti v visoki dolini polpuščavskega terena in v bližini ni nahajališč mineralov, ki bi jih bilo mogoče izkoriščati, se je v zadnjih 400 letih le malo razvilo. Posledično je to eno redkih mest v Kolumbiji, ki je ohranilo velik del svojega prvotnega kolonialnega sloga in arhitekture: ulice in velik osrednji trg so še vedno tlakovani z originalnimi tlakovci, številne stavbe pa izvirajo iz 16. stoletja. To je razlog, da je Villa de Leyva postala ena glavnih turističnih znamenitosti Kolumbije in je bila 17. decembra 1954 razglašena za narodni spomenik, da bi ohranila svojo arhitekturo. Mesto in okoliška pokrajina, ki vsebuje več zanimivosti, sta priljubljena vikend destinacija za prebivalce Bogote in privabljata vse večje število tujih turistov.
Zaradi nizkih temperatur, suhega podnebja in bogate zemlje se je Villa de Leyva uveljavila kot vinska regija, saj so se v zadnjih letih po mestu pojavile številne vinske kleti.

## Geografija
Mestno središče Villa de Leyva je v medgorski dolini na Altiplano Cundiboyacense na 2149 metrih.

## Zgodovina
Območje Villa de Leyva je bilo naseljeno že v začetku naseljenosti Altiplano Cundiboyacense. Najzgodnejši arheološki dokazi so se pojavili okoli El Infiernita, arheoastronomskega najdišča, ki sega v čase pred Herreri. Ljudstvo Muisca so bili prebivalci tega območja v času španskega osvajanja, na območju Villa de Leyva je vladal zaque (poglavar) mesta Hunza (sodobno mesto Tunja).
Mesto je 12. junija 1572 ustanovil in poimenoval prvi predsednik Novega kraljestva Granada Andrés Díaz Venero de Leiva.

## Umetnost in kultura
Obstaja več festivalov, ki potekajo skozi vse leto, vključno z gastronomskim festivalom novembra, festivalom vode, festivalom dreves, jazz festivalom Villa de Leyva julija, mednarodnim festivalom letenja zmajev avgusta, čebulnim lepotnim tekmovanjem oktobra in Festivalom luči 7. decembra. Obstaja tudi več glasbenih, slikarskih in gledaliških dogodkov, ki so na voljo skozi vse leto. Kot gastronomska destinacija imajo restavracije običajno glasbene skupine ali pevce v živo. Obstajajo tudi prijetni pripovedovalci, ki tedensko nastopajo na glavnem trgu za zabavo običajnih pešcev ali turistov. Običajno je tudi izposoja koles za zgodovinske oglede mesta in njegovega obrobja

## Turizem
V središču mesta je Plaza Mayor, ki je s 14.000 kvadratnimi metri med največjimi trgi v Kolumbiji in velja za največji v celoti tlakovan trg v Južni Ameriki.
Najbolj znan sin mesta je Antonio Ricaurte (1797–1814), stotnik v vojski Simóna Bolívarja, ki se je boril za neodvisnost in ki je umrl v slavnem dejanju samožrtvovanja v San Mateu v današnji Venezueli. Hišo, v kateri se je rodil, na Plazuela de San Agustín, so leta 1977 prevzele kolumbijske letalske sile in jo spremenile v vojaški muzej.
Villa de Leyva je bila tudi dom dveh drugih znanih osebnosti kolumbijske zgodovine. Antonio Nariño, najbolj znan po prevodu The Rights of Man (Človekove pravice) v španščino in vodilni zagovornik kolumbijske neodvisnosti, je živel zadnjih nekaj let svojega življenja in umrl v Villa de Leyva. Zadnja leta v mestu je preživel tudi Luis Alberto Acuña (1904 – 1993), eden najpomembnejših kolumbijskih umetnikov 20. stoletja. Hiše obeh moških sta zdaj muzeja, ki vsebujeta njuno osebno lastnino, v primeru Acuñe pa izbor njegovih del, vključno z dvema freskama na stenah notranjega dvorišča.
Hiša prvega kongresa, kjer se je 4. oktobra 1812 sestal Prvi kongres Združenih provinc Nueva Granada, je na severnem vogalu glavnega trga. Trenutno je mesto občinskega sveta.
Nekaj milj zahodno je astronomski observatorij Muisca, narejen iz faličnih kamnov, pogovorno imenovan El Infiernito ("mali pekel" v španščini), saj so se španski konkvistadorji zgrozili nad kamenjem in oznanjali, da bodo Muisca zaradi svojih dejanj pregnani v pekel nespodobne predstavitve.
Severovzhodno od Villa de Leyva se ozemlje dviga do oblačnega gozda in vključuje narodni park Iguaque ter skupino sedmih slapov, skupno imenovanih La Periquera, 15 kilometrov od središča mesta.
Villa de Leyva je bila leta 2010 imenovana za Pueblo Patrimonio (mesto dediščine) Kolumbije. Bila je med 11 občinami po vsej državi, ki so bile izbrane za del prvotne kohorte Red Turística de Pueblos Patrimonio.

## Paleontologija
V bližini Villa de Leyva je več drugih zanimivih znamenitosti. Dolina, v kateri mesto leži, je bogata s fosili iz formacije Paja (zgodnja kreda), najbolj znan pa je skoraj popoln Kronosaurus boyacensis, odkrit leta 1977 približno 4,8 km zahodno od Villa de Leyva. Fosil, znan preprosto kot El Fósil, so pustili na mestu, kjer so ga odkrili, in okoli njega zgradili muzej: v bližini so odkrili še en manjši fosil kronozavra in ga pripeljali v muzej, da bi ga razstavili poleg večjega primerka. V isti formaciji sta bila odkrita fosilna ihtiozavra Platypterygius sachicarum in Muiscasaurus catheti ter brahiozaver Padillasaurus leivaensis in pliozaver Brachauchenius, kasneje preklasificiran kot Stenorhynchosaurus.

## Galerija
- Kip Andrésa Diaza Venera de Leyve
- Kip Antonia Nariña
- Notranjost cerkve
- Kip Jezusa Kristusa v Villa de Leyva
- Amonitski spomenik v Villa de Leyva

- Paleontološki muzej z El Fósilom
- Glinena hiša
- Podeželje
- Pozos Azules
- Slap La Periquera

## V popularni kulturi
- Florentina Ariza, glavnega junaka romana Gabriela Garcie Marqueza El amor en los tiempos del cólera (1985), pošljejo v Villa de Leyva, a tja nikoli ne prispe.
- Tukaj je bil posnet del filma Cobra Verde (1987), Wernerja Herzoga.
- Tukaj so snemali špansko limonadnico - opero El Zorro, la espada y la rosa (2007).